# حمدي الكنيسي
حمدي الكنيسي (19 مارس 1941 - 27 أغسطس 2021) بقرية شبرا النملة مركز طنطا محافظة الغربية، كان رئيسا للالإذاعة المصرية في الفترة من 10 يناير 1997 وحتى 18 مارس 2001. حصل على ليسانس الآداب قسم اللغة الإنجليزية جامعة القاهرة عام 1961 وأتم دراسته في الترجمة الفورية بالجامعة الأمريكية عام 1966.
وقد عرف عن الكنيسي حلمه بإنشاء نقابة تحافظ على شرف مهنة الإعلام، كما عرف بكونه أحد أشهر مراسلي مصر الحربيين للإذاعة أثناء حرب أكتوبر 1973 وقد رفض تكريم وزير الإعلام جمال العطيفي في 1976 لدورة كمراسل حربي، مناشدا إياه بتحويل التكريم لنقابة إعلاميين وللأسف ترك الوزارة قبل أن يفي بوعده .

## العمل الإذاعي[2]
التعيين في الإذاعة المصرية 31 أكتوبر 1963.
ثم تولى منصب رئيس قطاع الإذاعة في الفترة من 1 أكتوبر 1997 وحتى 18 مارس 2001 حتى بلوغه سن التقاعد.

## التدرج الوظيفي[2]
1. بدأ حياته العملية مدرسا للغة الإنجليزية بالتعليم الثانوي.
2. عين مذيعا (قارئ نشرة) بالبرنامج العام في عام 1963.
3. شارك في إنشاء مراقبة البرامج الثقافية والخاصة عام 1966.
4. انتقل لإذاعة صوت العرب (مراقبا للبرامج الثقافية)عام 1971.
5. مديرا عاما لإذاعة الشباب والرياضة عام 1988.
6. رئيسا لشبكة صوت العرب بدرجة وكيل وزارة عام 1992.
7. رئيسا لمجلس إدارة مجلة الإذاعة والتلفزيون من فبراير 1988 وحتى عام 2001 بجانب منصبه.
8. خبيرا دوليا في الإعلام لدى اليونسكو من عام 1975 وحتى عام 1977.
9. مستشارا إعلاميا لمصر في لندن ونيودلهي من عام 1980 وحتى عام 1984.
10. رئيس تحرير أول مسموعة أصدرتها شركة صوت القاهرة للصوتيات والمرئيات في ديسمبر 1995.
11. أمينا عاما لمهرجان الإذاعة والتلفزيون في جميع دوراته.
12. أمينا عاما لمهرجان الأغنية العربية السادس.
13. عضوا في اللجنة العليا للمهرجان الدولى للأغنية ورئيسا للجنة الإعلامية للمهرجان.

## أهم البرامج الإذاعية التي قدمها
1. قصاقيص
2. المجلة الثقافية
3. صوت المعركة
4. يوميات مراسل حربي
5. تليفون وميكروفون و 200 مليون

## نشاطه الثقافي[2]
- عضو مجلس إدارة كتاب مصر ورئيس اللجنة الثقافية.
- كاتب قصص وعسكري وسياسي وله العديد من المؤلفات منها الحرب طريق السلام، عاشر العشرة، يوميات مذيع في جبهة القتال، وغيرها.

## النشاط السياسى[2]
- أمين إعلام القاهرة للحزب الوطنى الديمقراطى منذ عام 1994.
- عضو مجلس الشعب للحزب الوطنى اليمقراطى عام 2000.

## النشاط الاجتماعي
- عضو المجالس القومية المتخصصة.
- عضو مجلس إدارة النادي الأهلي ورئيس اللجنة الإعلامية والثقافية لعدة دورات.
- سكرتير عام أندية الإعلاميين.

## الجوائز والأوسمة التي حصل عليها[2]
- درعا التفوق من السيد/ وزير الإعلام تقديرا لتطوعه كمراسل حربي للإذاعة أثناء حرب أكتوبر.
- وسام الجمهورية من الرئيس السابق/ محمد حسنى مبارك تقديرا لأدائه كمستشار إعلامي لمصر في لندن ونيودلهي عام 1982.
- جائزة التفوق في الأداء من السيد/رئيس الوزراء عام 1985 نال كتابه الحرب طريق السلام.
- جائزة أفضل كتاب لعام 1997 في الدراسات الإستراتيجية العديد من جوائز التميز الإعلامي على مدى سنوات متتالية من السيد/وزير الإعلام.